# Highway Bodies
Highway Bodies es una novela postapocalíptica juvenil australiana de 2019 escrita por Alison Evans. Cuenta la historia de un grupo de jóvenes que intentan sobrevivir a un apocalipsis zombi como una familia encontrada en la región de Victoria en Australia. Mientras lidian con la falta de información y la vida a la fuga, también «navegan por cuestiones de amistad, género e identidad». Como es habitual en la obra de Evans, varios de los personajes son queer y transgénero.